# Poljana (żupania primorsko-gorska)
Poljana – wieś w Chorwacji, w żupanii primorsko-gorskiej, w mieście Vrbovsko. W 2011 roku liczyła 8 mieszkańców.